# Þistilfjörður
Þistilfjörður (in lingua islandese: Fiordo di Þistil o Fiordo del cardo) è un fiordo situato nel settore nordorientale dell'Islanda.

## Descrizione
Þistilfjörður è uno dei fiordi della regione del Norðurland eystra. È situato tra la penisola di Langanes a est e la penisola di Melrakkaslétta a nordovest.
Il fiordo è sostanzialmente un'ampia baia, larga 50 km e che penetra per 30 km nell'entroterra.
All'interno del fiordo vi è una grande spianata verdeggiante adatta al pascolo, circondata da basse colline e piccole valli laterali.
L'allevamento delle pecore è un'attività ben consolidata e Gunnarsstaðir a Þistilfjörður è uno dei più grandi allevamenti di pecore del paese. Steingrímur J. Sigfússon, ex ministro delle finanze, è nativo di quest'area.
Diversi fiumi scorrono attraverso il Þistilfjörður; i più grandi sono Svalbarðsá, Sandá, Hölkná e Hafralónsá. Sono abbastanza ricchi di acqua e caratterizzati da una corrente molto veloce. Nella maggior parte di loro viene praticata la pesca al salmone e alla trota.
I più importanti insediamenti nel Þistilfjörður sono Þórshöfn e Raufarhöfn.

## Denominazione
Secondo il Landnámabók, lo storico libro degli insediamenti in Islanda, la denominazione del fiordo Þistilfjörður (fiordo del cardo) deriva dal nome del suo primo abitante, il colono "Ketil þistil" (in lingua islandese "þistil" significa cardo). Il testo non indica da quale zona della Norvegia provenisse Ketil, ma parla dei suoi discendenti.

## Vie di comunicazione
I villaggi di Þórshöfn e Raufarhöfn sono raggiungibili tramite la strada S85 Norðausturvegur, che si dirama dalla Hringvegur, la grande strada statale ad anello che contorna l'intera isola.